# Aplec del Caragol
De Aplec del Caragol (Catalaans voor "verzameling van slakken") is een festival dat jaarlijks in mei in Lleida in Spanje gehouden wordt. De centrale thema van dit festival is de traditionele escargot. Het driedagelijkse festival wordt opgeluisterd met grote cargolade braderieën, muziek, optochten door de stad en diverse andere activiteiten.
Dit festival trekt jaarlijks een paar honderdduizend bezoekers die in drie dagen tijd meer dan tien ton aan slakken verorberen. Deze slakken worden zowel uit de natuur als van kwekerijen in Spanje, Noord-Afrika en Zuid-Amerika aangevoerd.

Enkele gerechten op de Aplec van 2011
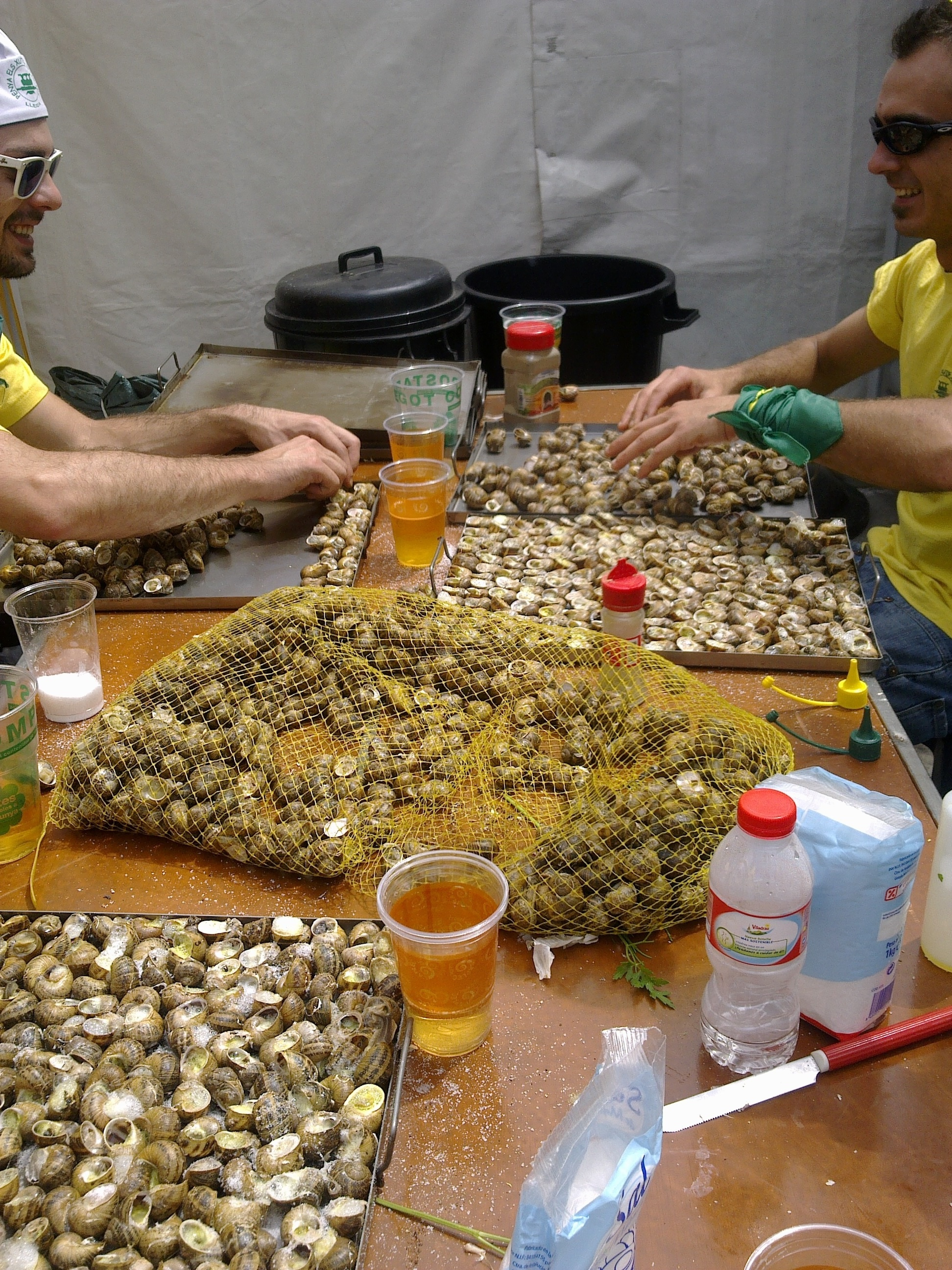
Een cargolade in voorbereiding
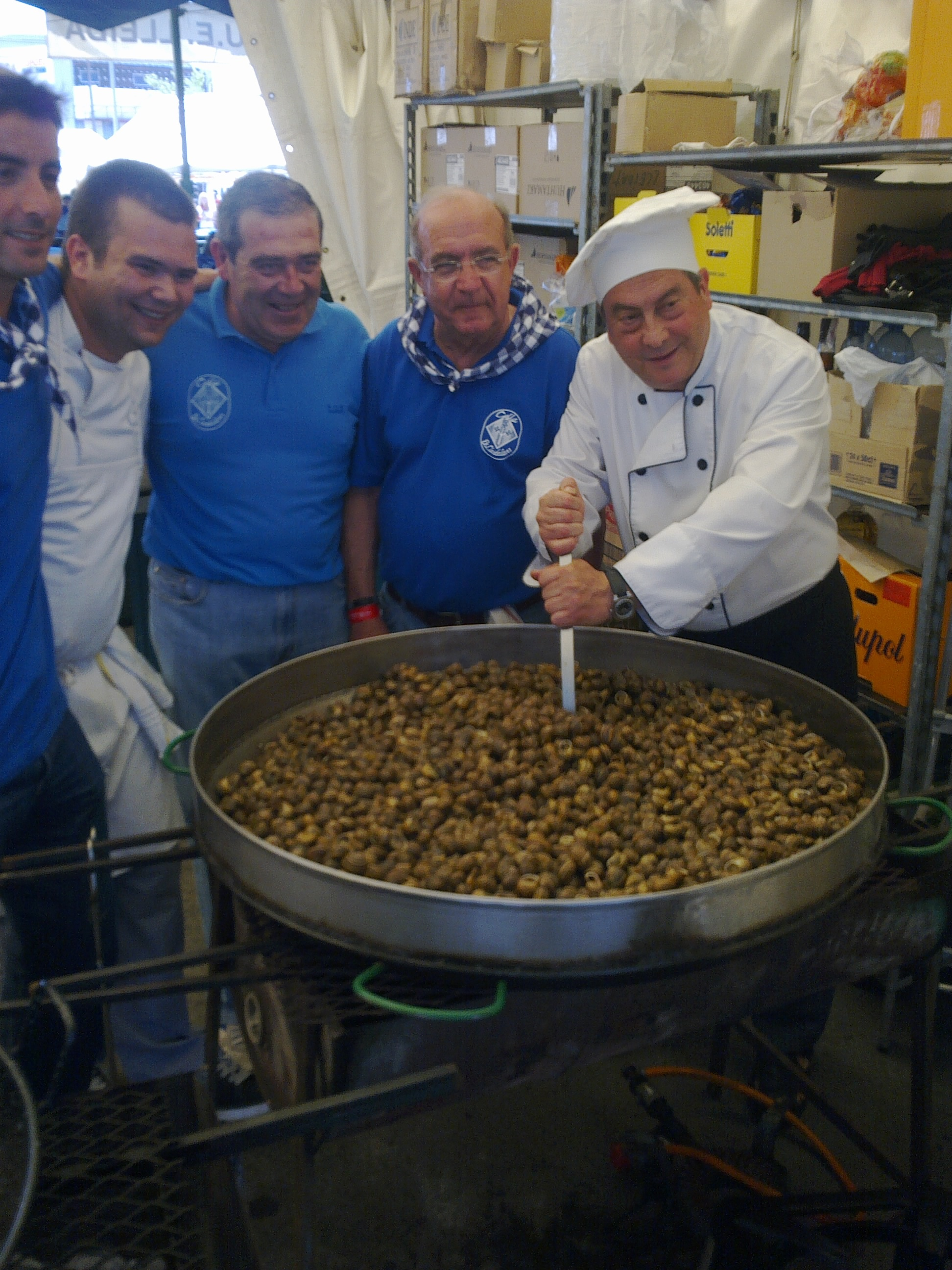
Een chef met zijn stoofpot
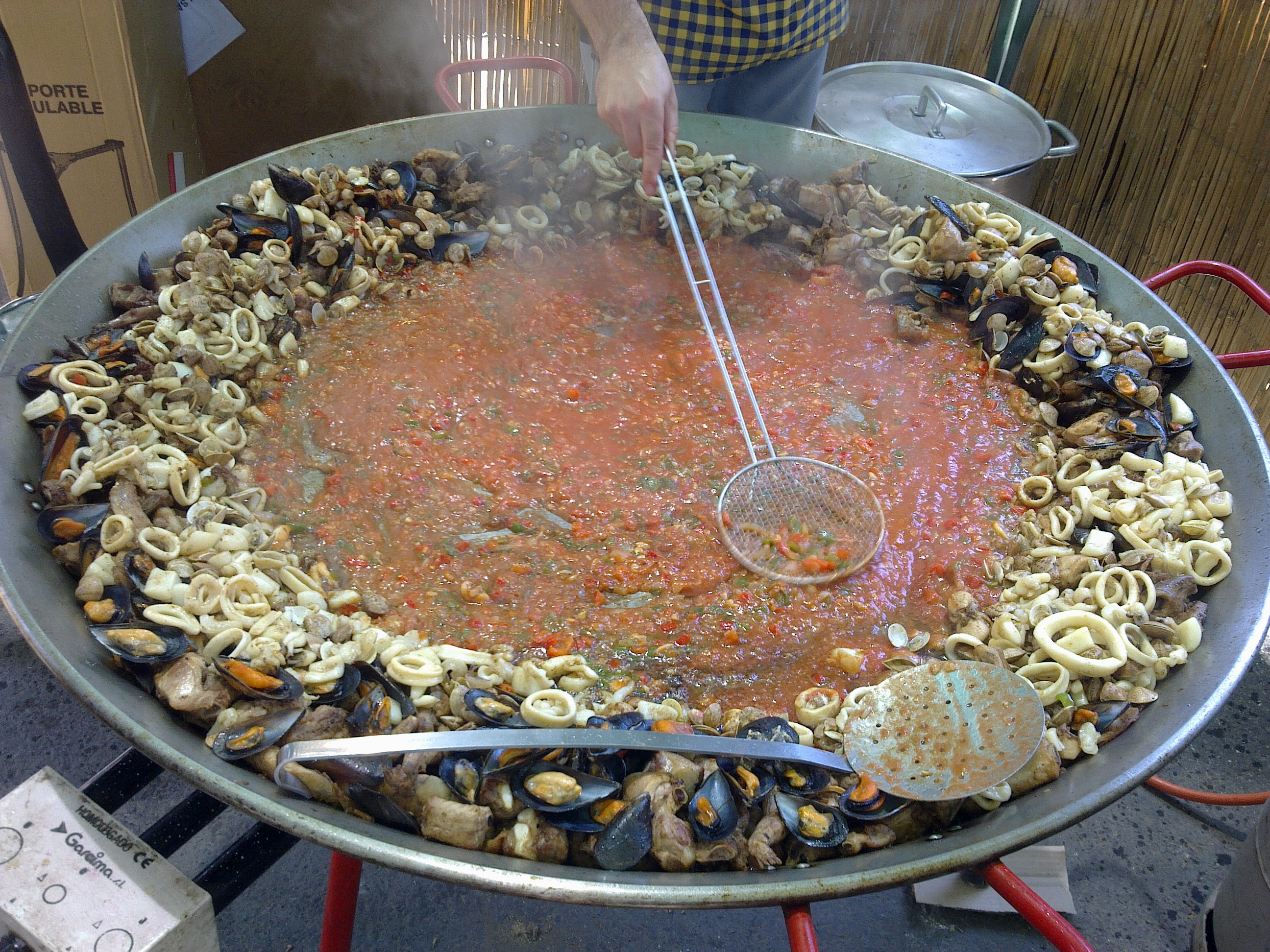
Escargot in tomatensaus met calamares en mosselen